# Palmas (San Giovanni Suergiu)
Palmas o Villaggio Palmas è una frazione di 349 abitanti del comune di San Giovanni Suergiu, nella provincia del Sulcis Iglesiente, da cui dista circa 3 km.

## Storia
Prende il nome dall'antico villaggio medievale di Palmas di Sols, facente parte della curatoria del Sulcis nel giudicato di Cagliari, che si spopolò intorno al XV secolo. Di quel periodo si conserva la chiesa di Santa Maria del XI secolo e pochi ruderi del castello espugnato dagli aragonesi durante la loro guerra di conquista della Sardegna pisana, partita proprio da Palmas nel 1323.
Ripopolatasi nel corso del XVIII e del XIX secolo, Palmas fu abbandonata nel 1962 e ricostruita poco lontano per via di infiltrazioni d'acqua causate dalla costruzione della vicina diga di Monte Pranu.

## Galleria d'immagini

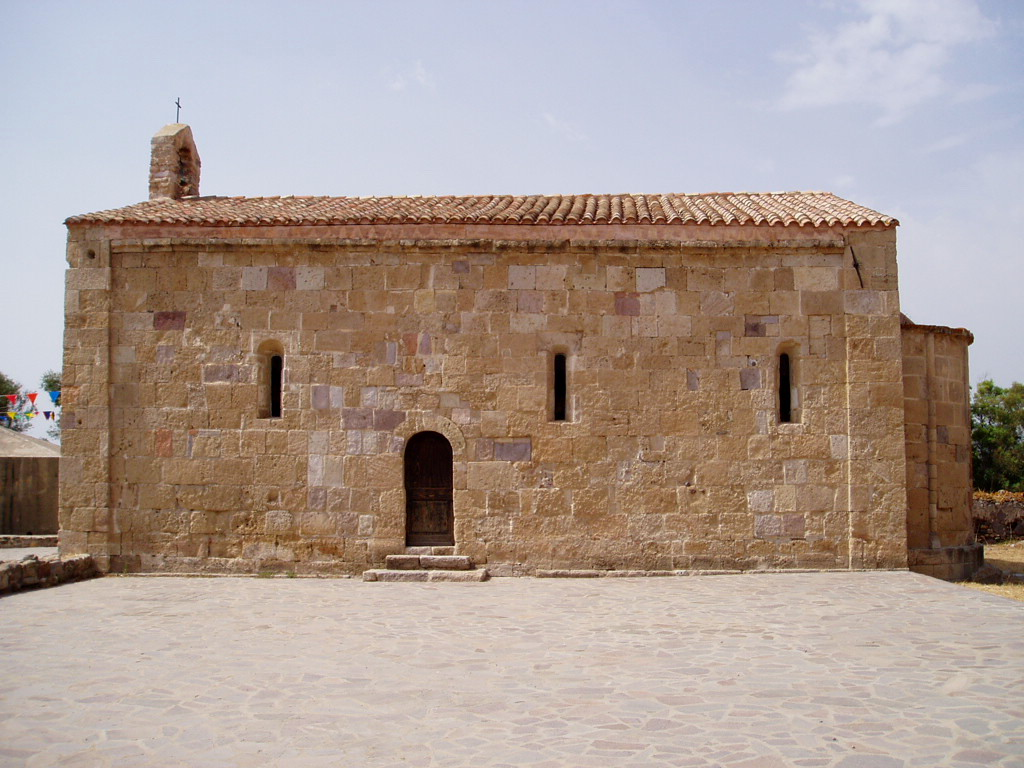
Chiesa di Santa Maria di Palmas, lato destro (XI secolo)